# Bicicleta Brompton
La Brompton es una bicicleta urbana plegable de fabricación británica. Tiene una gran popularidad en Gran Bretaña y todo el mundo debido al poco espacio que ocupa y la facilidad de transportarla una vez plegada. El diseño modular se ha mantenido básicamente sin cambios desde que la patente original fue presentada por Andrew Ritchie en 1979, con el perfeccionamiento de pequeños detalles para la mejora continua. En las comparaciones con otros tipos de bicicletas plegables, la Brompton se mantuvo con frecuencia como el ganador.
La velocidad y el plegado compacto la hacen sobresalir sobre otros modelos de bicis urbanas y plegables. El tamaño pequeño de despliegue permite que se pueda combinar con el transporte público, incluso pudiéndose llevarla a la hora punta sin problemas, lo que hace que una multitud de personas la utilicen a diario para ir al trabajo.
El año 2006 se habían vendido más de 100.000 bicicletas Brompton en todo el mundo. Actualmente la producción anual es de 16.000 unidades.
Su sistema protegido por patentes ha caducado recientemente, y ya se empiezan a ver algunas imitaciones procedentes de Asia, pero las originales se siguen llamando Brompton.

## Historia

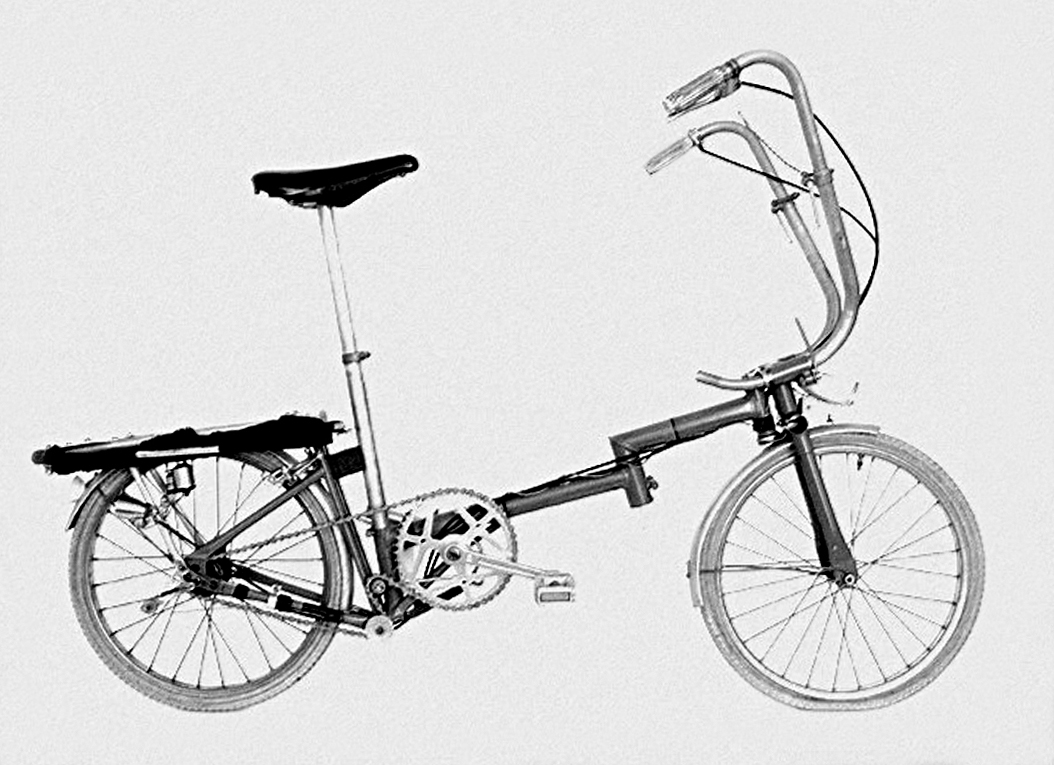
Prototipo Brompton de 1975.

El año 1976 el británico Andrew Ritchie, entonces jardinero de oficio, decidió probar a hacer un bici plegable, concepto que no era nuevo. El éxito de otras marcas de bicicletas plegables había demostrado que existía un mercado, pero la calidad y utilidad de estos modelos dejaba mucho que desear a su juicio.
Ritchie obtuvo la ayuda financiera de unos cuantos amigos y fundó la compañía «Brompton Bicycles». El nombre era igual al de la famosa iglesia londinense del inmaculado Sagrado Corazón de María, conocida popularmente e incorrectamente como Brompton Oratory, y que se podía ver desde su apartamento. Inicialmente buscó licenciar su diseño, pero al final los inconvenientes superaban las ventajas y después de cinco años, y cinco más de buscar capital, la idea permaneció en la libreta de dibujo. Finalmente, decidió hacerlo solo con la financiación de treinta amigos que pagaron por adelantado su bicicleta. Él mismo empezó la producción y las bicicletas fueron muy bien recibidas.

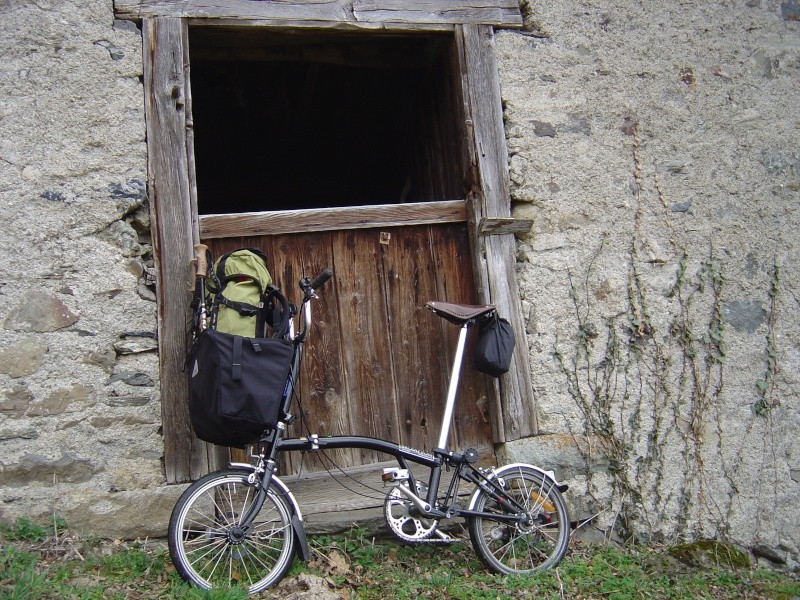
Brompton en la puerta de un granero en Cauterets en los Pirineos.

Brompton es una de las pocas compañías grandes de bicicletas que todavía fabrican en el Reino Unido, la otra es Pashley Cycles. La compañía hace un solo producto de calidad, y actualmente está diversificando la oferta, tanto de modelos como de servicios. Entre los desarrollos recientes se incluyen cuadros con partes de titanio, diversas opciones de manillar, mejores ruedas de transporte, y la posibilidad de hacerse la bicicleta a la carta, pudiendo elegir entre diversas opciones de equipamiento y colores.

## La bicicleta
La bicicleta Brompton es fundamentalmente un único modelo, con algunas modificaciones en los materiales del cuadro y diversas opciones de equipamiento. Presenta un característico tubo principal curvado con una bisagra para el despliegue. La parte posterior de la bicicleta está compuesta por un triángulo basculante, mientras que las ruedas son de 16 pulgadas (40,64 cm), con un cambio de piñones internos de tres velocidades (con un casete opcional de dos velocidades a modo de multiplicador para obtener sus 6), sin cambio de plato. Tiene una tija de sillín largo de longitud fija (dos tamaños) o telescópico, y una tija de dirección con una bisagra para el despliegue. El manillar es de aluminio, con 3 opciones disponibles, incluido el tradicional en forma de U. Las manetas de freno son de aluminio, y los frenos presentan un diseño tradicional en forma de U. Los guardabarros son de plástico y varillas de aluminio, con un faldón de tela al frente y uno de goma atrás para una protección adicional.
En posición de pedalada, el triángulo basculante posterior se apoya sobre una pieza de goma que le proporciona suspensión, manteniéndose en su lugar por el peso del ciclista, lo que desconcierta a algunos. En la parte izquierda hay un pedal plegable de plástico y aluminio (de titanio como opción), propio de Brompton, mientras que en la parte derecha hay un pedal estándar de plástico. Los guardabarros son incluidos de fábrica, mientras que hay opciones para portabultos delanteros y traseros y un sistema de iluminación. Los tirantes donde se encajan las ruedas son muy estrechos, lo que limita las velocidades disponibles. Hay muchas partes de la bicicleta que son exclusivas de Brompton, incluyendo los frenos, el cambio trasero, el tensor de la cadena y el manillar.
La bicicleta presenta una notable rigidez dadas sus características como bicicleta plegable, aunque mantiene cierta flexión comparado con bicicletas tradicionales.
El peso final depende del modelo y la configuración, pero oscila entre 9 y 12,5 kg. (20 – 28 libras). Actualmente, hay varias empresas y particulares en todo el mundo que fabrican componentes específicos para la Brompton.
|  |  |  |  |  |

## Características
La Brompton ha sido mejorada desde su nacimiento (1975) y presenta un diseño muy cuidado, a primera vista la bicicleta no parece la indicada para recorridos largos, pero a pesar de ello, con los accesorios disponibles y con ropa cómoda, se pueden afrontar con garantías varias horas de pedaleo.
Aparte de tres modelos estándar, se puede conseguir una Brompton personalizada «A la Carta» con la selección de posiciones de conducción, velocidades, equipaje, componentes superligeros de titanio o fibra de carbono, iluminación, selección de neumáticos y otras piezas permiten multitud de combinaciones, y una completa paleta de colores.

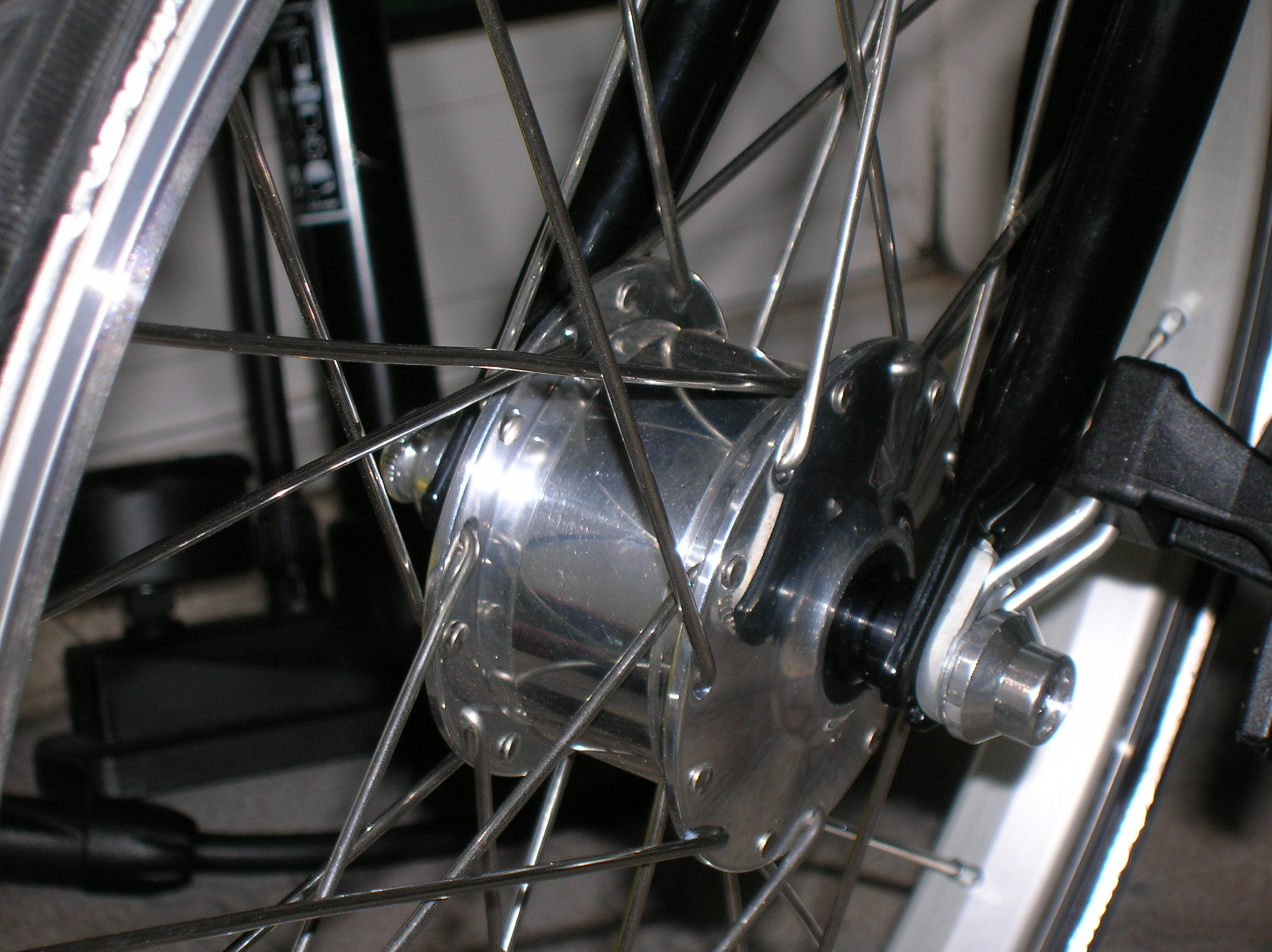
Dinamo de buje Schmidt.

Dadas las características singulares de una Brompton, es recomendable que un comprador la pruebe antes de comprarla, especialmente en cuanto a las preferencias de los cambios, dadas las limitaciones. La bicicleta tiene un precio elevado, desde los 1050 € en adelante y está especialmente diseñada para un propósito, por lo que los compradores deben asegurarse de que la bicicleta se aviene con lo que buscan. Las Brompton tienen una gran fiabilidad (como la mayoría de bicis con cambios internos) y una larga vida útil. Esto hace que en el mercado de segunda mano la pérdida de valor económico sea menor en una Brompton que otras bicicletas.

### Configuración de la bicicleta
- Manillar: Existen 4 tipos. Modelo S (deportivo), M (normal), H (confortable) y P (cicloturismo).
- Transmisión: Existen 4 tipos. 1, 2, 3 y 6 velocidades con 3 medidas de plato (44, 50 y 54 dientes).
- Equipamiento: Existen 3 tipos. L (guardabarros), E (sin guardabarros) y R (guardabarros y portaequipajes)
- Pintura: Existen dos tipos. Std y premium.
- Extremidades: Existen dos tipos. Acero y titanio.
- Longitud del tubo de sillín: Existen 3 tipos. Std, 6 cm más larga (600mm) y telescópica.

### Componentes y accesorios disponibles
- Cambio interno de 3 velocidades combinado con un desviador trasero tipo dérailleur de dos velocidades para un total de 6 velocidades
- Sillín clásico de cuero Brooks B17 Special (versión damas y caballeros)
- Neumáticos Schwalbe Marathon Reflex (turismo)
- Neumáticos Schwalbe Kojak (ligeros y rápidos)
- Dinamo de buje Schmidt SON (Schmidt Original Nabendynamo) con luces delanteras halógenas y traseras LED
- Selección de equipaje

|  |  |  |

## Cultura Brompton

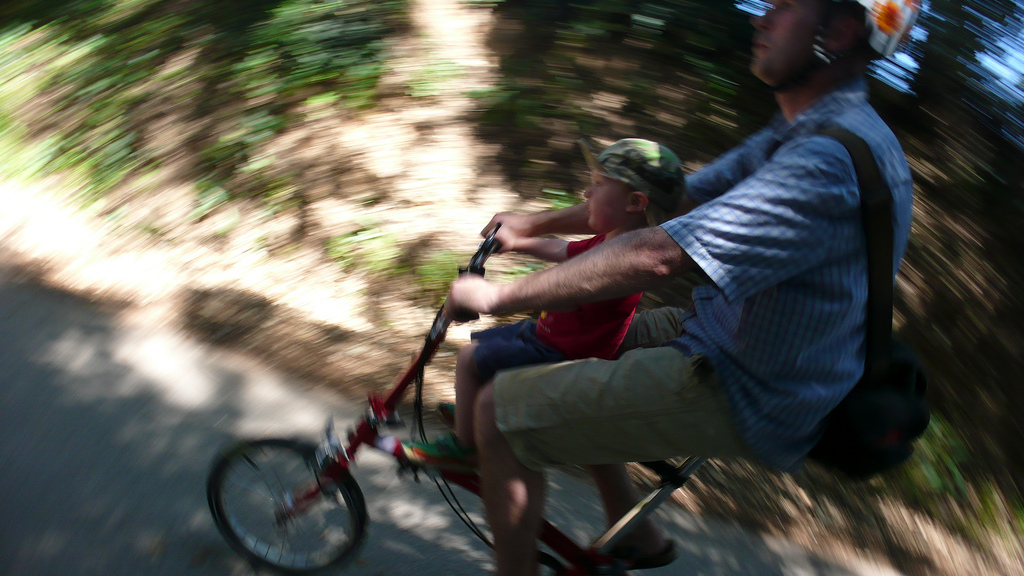
Brompton con "Pere", útil accesorio para llevar a los más pequeños.

La Brompton es una bicicleta inusual, ya en su alrededor se ha creado una comunidad de seguidores. La Brompton no se debe a una morfología de la era de los 70 de un Raleigh Chopper, no, esto es ingenio de vanguardia británica de fabricación a mano en su mejor apogeo, y trágicamente, como todos los grandes profetas, sus mayores cantidades de partidarios se encuentran fuera de su patria, donde sus dueños suelen conocerse como Bromptonites, Bromptonians o Bromptidians. En los Países Bajos, la nación más grande de ciclismo en la tierra, es común verla en los trenes. Sin embargo, su característico talle bajo es una vista cada vez más común en el centro de Londres y otras ciudades británicas, así como también poco a poco en Madrid,  Barcelona y la ciudad de México entre otras.